# Owyhee
Owyhee is een plaats (census-designated place) in de Amerikaanse staat Nevada, en valt bestuurlijk gezien onder Elko County.

## Demografie
Bij de volkstelling in 2000 werd het aantal inwoners vastgesteld op 1017.

## Geografie
Volgens het United States Census Bureau beslaat de plaats een oppervlakte van 583,9 km², waarvan 580,9 km² land en 3,0 km² water. Owyhee ligt op ongeveer 1646 m boven zeeniveau.

## Plaatsen in de nabije omgeving
De onderstaande figuur toont nabijgelegen plaatsen in een straal van 124 km rond Owyhee.